# Gaillon
Gaillon is een gemeente in het Franse departement Eure (regio Normandië). De gemeente telde 6.785 inwoners op 1 januari 2022. De plaats maakt deel uit van het arrondissement Les Andelys.

## Geschiedenis
De plaats ontstond op een heuvel die uitkijkt over de Seine. Hier was al een versterking in de Gallo-Romeinse tijd en later kwam er een feodaal kasteel. In 892 werd Gaillon geplunderd door de Vikingen. In 1192 veroverde koning Filips II van Frankrijk het kasteel op de Engelsen. In 1202 verkocht koning Lodewijk IX het kasteel aan bisschop Eudes Rigaud van Rouen. In 1453 liet bisschop Guillaume d'Estouteville een nieuw kasteel bouwen en aan het begin van de 16e eeuw bouwde kardinaal Georges d'Amboise het kasteel uit tot een paleis. 
Tussen 1563 en 1790 was er een kartuizerklooster in Gaillon. Het werd verkocht als boerderij en in 1834 afgebroken. Ook het kasteel onderging vernielingen tijdens de Franse Revolutie. Tussen 1812 en 1905 was er een gevangenis in het kasteel.
In 1730 werd de weg tussen Rouen en Parijs aangelegd die door Gaillon liep. En in 1840 werd de spoorlijn Parijs - Rouen gebouwd.

## Geografie
De oppervlakte van Gaillon bedroeg op 1 januari 2022 10,19 vierkante kilometer; de bevolkingsdichtheid was toen 665,8 inwoners per km². De gemeente ligt op de linkeroever van de Seine.
De onderstaande kaart toont de ligging van Gaillon met de belangrijkste infrastructuur en aangrenzende gemeenten.

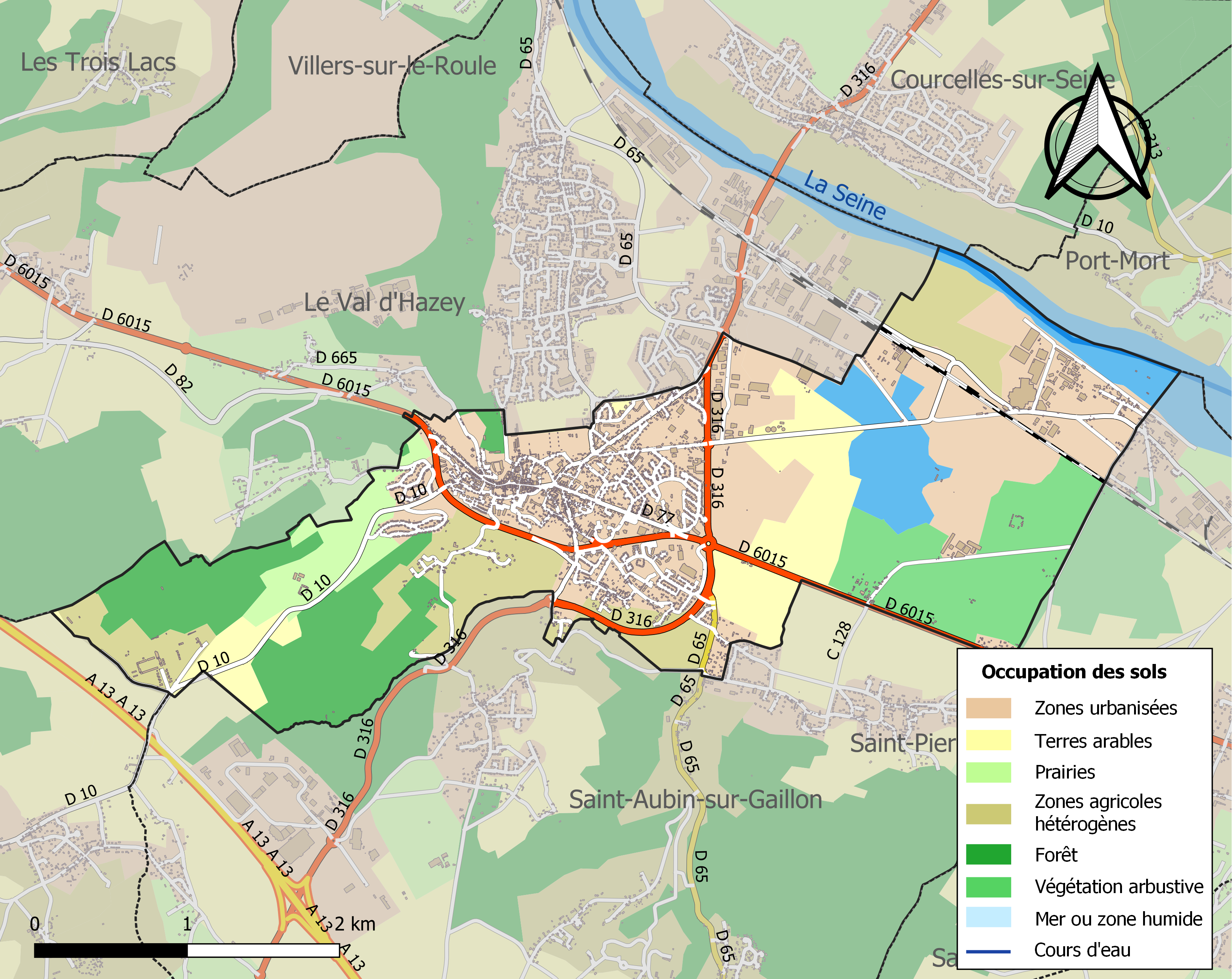

## Demografie
Onderstaande figuur toont het verloop van het inwonertal (bron: INSEE-tellingen).

## Bezienswaardigheden
- Kasteel van Gaillon